# Назаровка (Воронежская область)
Наза́ровка — хутор в Ольховатском районе Воронежской области России. Входит в состав Марьевского сельского поселения.
Располагается на реке Чёрная Калитва.

## Население
| 1859 | 1897 | 2010 |
| ---- | ---- | ---- |
| 801  | ↗839 | ↘476 |

## Улицы
| - ул. Будёновская, - ул. Гагарина, - ул. Заболотовка, | - ул. Молодёжная, - ул. Октябрьская, - ул. Советская. |